# Ulrich Schmidt-Denter
Ulrich Schmidt-Denter (* 8. April 1946 in Sydow) ist ein deutscher Psychologe.

## Leben
Nach dem Diplom 1973 in Psychologie an der Universität zu Köln war er von 1973 bis 1977 wissenschaftlicher Mitarbeiter am Institut für Entwicklungs- und Erziehungspsychologie der Universität Düsseldorf. Nach der Promotion 1977 zum Dr. phil. in Düsseldorf war er von 1977 bis 1983 wissenschaftlicher Assistent am Institut für Entwicklungs- und Erziehungspsychologie der Universität Düsseldorf. Nach der Habilitation 1983 (Venia legendi für das Fach Psychologie), Universität Düsseldorf. Von 1983 bis 1984 vertrat er den Lehrstuhl (C4) für Entwicklungspsychologie an der Universität Bielefeld. Von 1984 bis 1985 vertrat er den Lehrstuhl (C4) an der Ruhr-Universität Bochum (Motivation und Entwicklung). Von 1985 bis 1986 vertrat er den Lehrstuhl (C4) für Entwicklungspsychologie an der Universität zu Köln. Von 1986 bis 2011 lehrte er als Universitätsprofessor (C4) für Psychologie mit Schwerpunkt Entwicklungs- und Erziehungspsychologie an der Universität zu Köln.
Ein Schwerpunkt seiner wissenschaftlichen Arbeit ist die Familien- und Scheidungsforschung. So leitete er eine Kölner Langzeitstudie zu der Entwicklung familiärer Beziehungen nach einer Trennung bzw. Scheidung. Weitere Forschungsschwerpunkte sind unter anderem Identitätsentwicklung, soziale Entwicklung, vorschulische Erziehung und Systemtheorie.
Schmidt-Denter war Koordinator der Humboldt-Gesellschaft für die Amtsperiode 2019 bis 2021.

## Schriften (Auswahl)
- Die soziale Umwelt des Kindes. Eine ökopsychologische Analyse. Berlin 1984, ISBN 3-540-13473-5.
- Soziale Beziehungen im Lebenslauf. Lehrbuch der sozialen Entwicklung. Weinheim 2005, ISBN 3-621-27563-0.
- Die Deutschen und ihre Migranten. Ergebnisse der europäischen Identitätsstudie. Weinheim 2011, ISBN 978-3-7799-2248-3.
- mit Débora Maehler: Migrationsforschung in Deutschland. Leitfaden und Messinstrumente zur Erfassung psychologischer Konstrukte. Wiesbaden 2013, ISBN 3-531-19244-2.